# Serrita
Serrita est une municipalité brésilienne située dans l'État du Pernambouc.
La forêt nationale de Negreiros s'étend sur le territoire de la municipalité.